# عمارت مود
مجموعه عمارت مود مربوط به دوره زند - دوره قاجار است و در شهرستان سربیشه، روستای مود واقع شده و این اثر در تاریخ ۲۵ اسفند ۱۳۷۹ با شمارهٔ ثبت ۳۴۶۲ به‌عنوان یکی از آثار ملی ایران به ثبت رسیده است.